# Unknown (revista)
Unknown (también conocida como Unknown Worlds) fue una revista pulp de fantasía y ciencia ficción norteamericana publicada entre 1939 y 1943 por Street & Smith y editada por John W. Campbell. Unknown fue un complemento de la revista de la misma editorial Astounding Science Fiction, también editada por Campbell en aquella época; muchos autores e ilustradores contribuían en ambas revistas. La revista líder en la década de 1930 era Weird Tales, que se especializaba en shock y horror. Campbell quiso editar una revista de fantasía con más finura y humor que Weird Tales, e hizo sus planes realidad cuando Eric Frank Russell le envió el manuscrito de su novela Sinister Barrier (Barrera siniestra), con una trama de alienígenas que dominaban a la raza humana. El primer número de Unknown se publicó en marzo de 1939. Además de Sinister Barrier incluyó la fantasía humorística de H. L. Gold Trouble With Water (Dificultad con el agua), donde un neoyorquino conoce a un gnomo acuático. El trabajo de Gold fue el primero de varios que combinó bastiones de caníbales (o, sede caníbal) de la realidad con fantasía.
Campbell requirió de sus autores evitar la ficción de horror simplista, e insistió en que los elementos fantásticos tuvieran un desarrollo lógico: por ejemplo, Darker Than You Think (Más oscuro de los que piensas) de Jack Williamson describe un mundo donde existe una explicación científica para los hombres lobo. En forma similar la serie Harold Shea de L. Sprague de Camp y Fletcher Pratt, sobre un norteamericano contemporáneo que se encuentra a sí mismo en los mundos de varias mitologías, describe un sistema de magia basada en la lógica matemática. Otras obras notables incluyen varias novelas bien recibidas de L. Ron Hubbard y cuentos cortos como When It Was Moonlight (Cuando fue claro de luna) de Manly Wade Wellman y Two Sought Adventure (Dos que buscaron aventura) de Fritz Leiber, el primero en su serie Fafhrd and the Gray Mouser.
Unknown pasó a ser bimestral en 1941 debido a las bajas ventas, y cerró en 1943 cuando el desabastecimiento de papel durante la guerra se volvió tan agudo que Campbell debió elegir entre convertir a Astounding en bimestral o cerrar Unknown. La revista es recordada como la mejor de ficción fantástica jamás publicada, a pesar de que no fue comercialmente exitosa, y en opinión del historiador de ciencia ficción Mike Ashley, fue pionera del surgimiento del género moderno de fantasía.

## Contexto e historia de la publicación
| | Ene | Feb | Mar | Abr | May | Jun | Jul | Ago | Sep | Oct | Nov | Dic |
| --- | --- | --- | --- | --- | --- | --- | --- | --- | --- | --- | --- | --- |
| 1939 |     |     | 1/1 | 1/2 | 1/3 | 1/4 | 1/5 | 1/6 | 2/1 | 2/2 | 2/3 | 2/4 |
| 1940 | 2/5 | 2/6 | 3/1 | 3/2 | 3/3 | 3/4 | 3/5 | 3/6 | 4/1 | 4/2 | 4/3 | 4/4 |
| 1941 |     | 4/5 |     | 4/6 |     | 5/1 |     | 5/2 |     | 5/3 |     | 5/4 |
| 1942 |     | 5/5 |     | 5/6 |     | 6/1 |     | 6/2 |     | 6/3 |     | 6/4 |
| 1943 |     | 6/5 |     | 6/6 |     | 7/1 |     | 7/2 |     | 7/3 |     |     |
| Ediciones de Unknown, mostrando número del volumen/edición. John W. Campbell fue el editor en todo el historial. |     |     |     |     |     |     |     |     |     |     |     |     |

En mayo de 1923 apareció la primera edición de Weird Tales por Rural Publications en Chicago. Weird Tales fue una revista pulp especializada en cuentos fantásticos y material que ninguna otra revista habría aceptado. Al principio no tuvo éxito, pero para la década de 1930 se había establecido, y publicaba regularmente tanto ciencia ficción como fantasía. Weird Tales fue la primera revista que se enfocó seriamente en la fantasía, y permaneció como la más importante en ese campo durante más de una década. Mientras tanto, la ciencia ficción comenzaba a tener su mercado distintivo, con la aparición en 1926 de Amazing Stories, una revista pulp editada por Hugo Gernsback. En 1930 la editorial Clayton Publications lanzó Analog Science Fiction and Fact, pero la quiebra de la compañía en 1933 llevó a la compra de la revista por Street & Smith. El título fue acortado a Astounding Stories, y comenzó a ser la publicación líder en ciencia ficción durante los años siguientes, bajo la dirección de F. Orlin Tremaine. A fines de 1937 John W. Campbell asumió como editor.
Para 1938 Campbell planeaba un complemento para Astounding: Weird Tales era todavía la líder en el género fantástico sobre recientes competidores como Strange Stories, y comenzó a adquirir historias aptas para la nueva revista, todavía sin una fecha determinada de lanzamiento. Cuando Eric Frank Russell le envió el manuscrito de su novela Sinister Barrier (Barrera siniestra), Campbell decidió que era hora de poner sus planes en acción. La primera edición de Unknown apareció en marzo de 1939. Al principio fue mensual, pero las escasas ventas obligaron a cambiar a una periodicidad bimestral a partir de febrero de 1941. En diciembre de 1940 se agregó el subtítulo Fantasy Fiction (Ficción fantástica), y en octubre de 1941 el título principal fue cambiado a Unknown Worlds; ambos cambios tenían la intención de clarificar el género de la revista a los potenciales lectores. Cuando a causa de la guerra sobrevino la escasez de papel a fines de 1943, Campbell eligió mantener Astounding con una frecuencia mensual y cancelar Unknown. La última edición estuvo fechada en octubre de 1943.

## Influencia

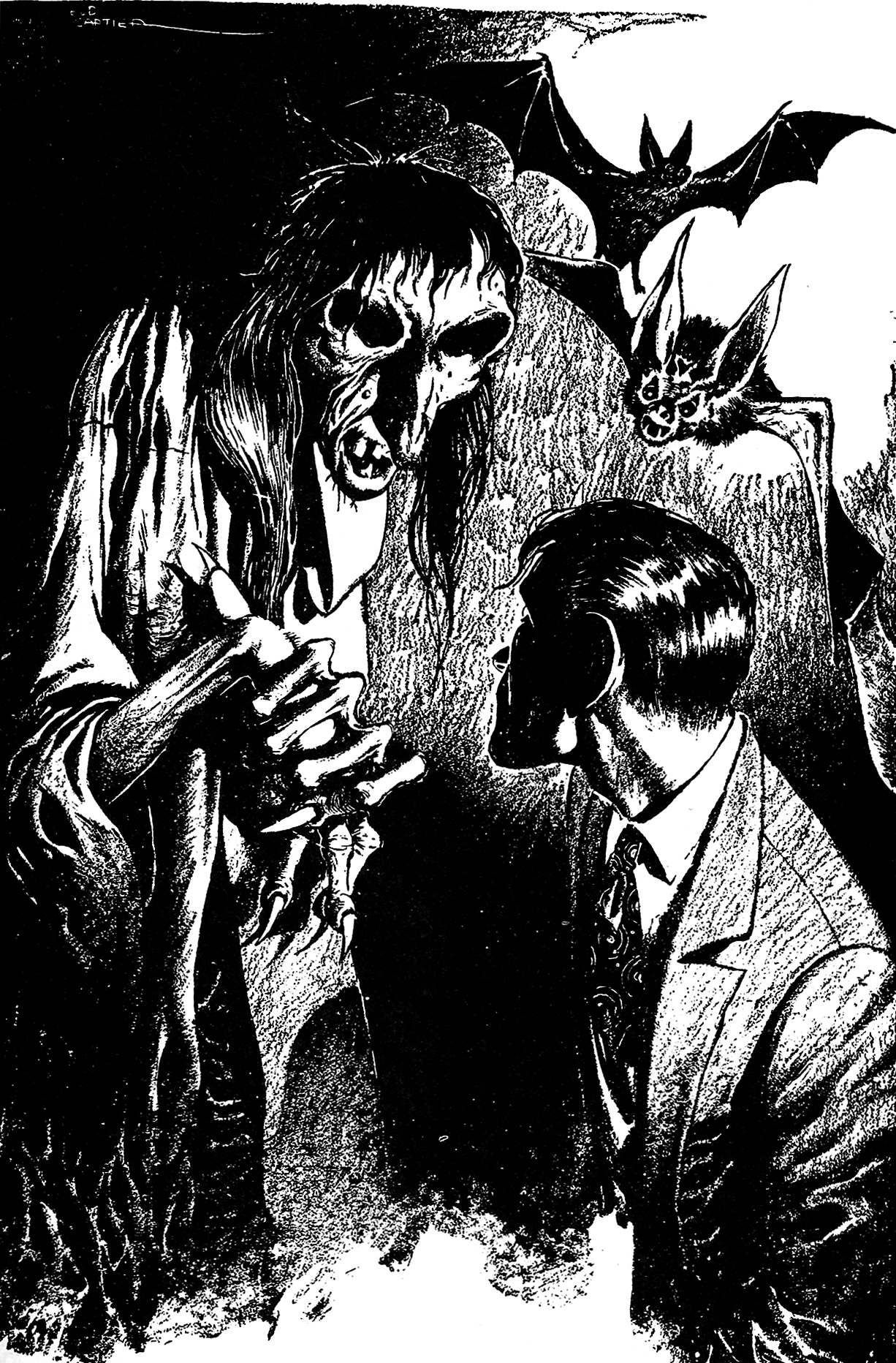
Ilustración de Edd cartier para el cuento de Ron Hubbard Miedo, de julio de 1940)

Unknown fue, junto con Weird Tales, una importante influencia temprana sobre el género fantástico. En el prólogo a From Unknown Worlds en 1948, Campbell comentaba que la fantasía antes de Unknown había estado demasiado imbuida de tristeza y terror; su enfoque en Unknown asumía que las «criaturas de la mitología y el folclore» podían ser personajes de una historia divertida con la misma facilidad que de una historia de terror. Las historias de horror, decía, tienen su espacio, pero «el horror inyectado con una aguja afilada y envenenada es tan eficaz como cuando se aplica con una herramienta roma en el así llamado cuento de horror gótico».
Campbell insistía en el mismo enfoque racional de lo fantástico requerido para los escritores de ciencia ficción, y en palabras de Clareson, esto produjo «la destrucción no sólo del tono narrativo prevalente sino también de la mayor parte de los adornos que habían dominado la fantasía desde El castillo de Otranto y El monje a travès del siglo XIX hasta Weird Tales». Unknown pronto se diferenció de Weird Tales, cuyas fantasías todavía intentaban producir miedo o shock. El predecesor más cercano fue Thorne Smith, cuyos cuentos de la época de la ley seca Topper mezclaban fantasía con humor. Antes de Unknown, la fantasía había recibido muy poca atención seria, aunque escritores como James Branch Cabell habían logrado cierto reconocimiento. En opinión de Ashley,Unknown creó el género fantástico moderno, asunque el éxito comercial debería aguardar hasta la década de 1970.
Clareson sugiere incluso que Unknown influyó sobre la ciencia ficción que se publicó en Astounding en los años siguientes: de acuerdo con esta opinión, obras como City de Clifford Simak no se hubieran publicado sin la destrucción de las fronteras del género que produjo Campbell. Clareson sostuvo además que Galaxy Science Fiction y The Magazine of Fantasy & Science Fiction, dos de las más importanbtes y exitosas revistas de fantasía y ciencias ficción, fueron descendientes directas de Unknown.
Unknown es ampliamente reconocida como la mejor revista de fantasía jamás publicada: Ashley decía, por ejemplo que «Unknown publicó sin duda la mayor colección de series fantásticas producidas en una revista». A> pesar de su falta de éxito comercial, Unknown es la revista de ciencias ficción y fantasía que ha causado mayor nostalgia entre los lectores del género: Lester del Rey subraya que la revista «se ganó una devoción de sus lectores que no pudo lograr ninguna otra». Edwards comentó que Unknown «apareció durante los años cumbre de Campbell como editor: su reputación ha permanecido alta en parte porque falleció cuando estaba en su apogeo».

## Detalles bibliográficos
| |      | Primavera | Primavera | Primavera | Verano | Verano | Verano | Otoño | Otoño | Otoño | Invierno | Invierno |
| | Ene  | Feb       | Mar       | Abr       | May    | Jun    | Jul    | Ago   | Sep   | Oct   | Nov      | Dic      |
| --- | ---- | --------- | --------- | --------- | ------ | ------ | ------ | ----- | ----- | ----- | -------- | -------- |
| 1939 |      |           |           |           |        |        |        |       | 2/1   | 2/2   | 2/3      | 2/4      |
| 1940 | 2/5  | 2/6       | 3/1       | 3/2       | 3/3    | 3/4    | 3/5    | 3/6   | 4/1   | 4/2   | 4/3      | 4/4      |
| 1941 |      | 4/5       |           |           |        |        | 4/6    |       |       |       |          |          |
| 1942 |      |           | 5/5       |           |        | 6/1    |        |       |       | 6/3   |          |          |
| 1943 | 6/4  |           |           |           | 6/5    |        |        |       |       | (nn)  |          |          |
| 1944 | (nn) |           |           |           | (nn)   |        |        | (nn)  |       |       |          |          |
| 1945 |      | 3/4       |           |           |        |        |        | 3/5   |       |       | 3/6      |          |
| 1946 |      |           |           |           | 3/7    |        |        |       |       |       | 3/8      |          |
| 1947 |      | 3/9       |           |           | 3/10   |        |        |       |       |       | 3/11     |          |
| 1948 |      | 3/12      |           |           | 4/1    |        |        |       |       |       | 4/2      |          |
| 1949 |      | 4/3       |           |           | 4/4    |        |        |       |       |       | 4/5      |          |
| Ediciones de la reimpresión británica de Unknown, mostrando N.º de volumen/edición. El subrayado indica que se trató de una edición fechada con la temporada ("Primavera 1945") en lugar del mes. John W. Campbell fue el editor de toda la serie. |      |           |           |           |        |        |        |       |       |       |          |          |

Unknown fue editada por John W. Campbell y publicada por Street & Smith Publications durante toda su época.. Tuvo formato pulp desde su lanzamiento en agosto de 1941, y luego ampliado de octubre de 1941 a abril de 1943. Las últimas tres ediciones volvieron al formato original. Street & Smith habían pensado cambiarla a un formato digest en la edición de diciembre de 1943, pero la revista cerró antes de esa fecha. El precio de tapa se inició a 20 centavos y llegó a 25 con el cambio de formato. En formato pulp contaba con 164 páginas, y en el ampliado 130. Comenzó con periodicidad mensual y cambió a bimestral desde diciembre de 1940. La numeración de ediciones fue regular, con seis volúmenes de seis números, y un volumen final de tres números.
Las primeras seis ediciones norteamericanas estuvieron disponibles en forma directa en el Reino Unido, pero en lo sucesivo Atlas Publications editó una versión abreviada a partir de septiembre de 1939. Tenía formato pulp y costaba 9 penique. Apareció mensualmente en forma regular hasta diciembre de 1940, y luego siguió en forma muy irregular, con dos o tres ediciones anuales hasta 1949. la numeración de los volúmenes siguió inicialmente a la norteamericana, con algunas omisiones en 1942 y 1943, y luego desapareció por cuatro ediciones: desde la edición N.º 28 (primavera 1945) la revista se numeró como si se hubieran editado volúmenes de 20 números desde el inicio.El título fue cambiado de Unknown a Unknown Worlds con la edición de marzo de 1942.

### Publicaciones relacionadas
En 1948 Street & Smith reimprimió varios cuentos de Unknown en formato bedsheet (9¾" x 12"), con un valor de tapa de 25 centavos, titulado From Unknown Worlds. Fue un intento para determinar si existía mercado para restaurar Unknown. Se imprimieron 300 000 ejemplares contra la opinión de Campbell, pero aunque se vendió mejor que el original, se devolvieron a la editorial demasiados ejemplares como para confiar en retomar la revista. La edición fue reimpresa en el Reino Unido en 1952, reducida en tamaño a 180 x 240 mm y en páginas de 130 a 124. Un cuento de la versión norteamericana se omitió: One Man's Harp de Babette Rosmond.
A principios de la década de 1960 se publicaron tres antologías con las obras de Unknown. The Unknown Five incluyó cuatro cuentos reimpresos de la revista, y la primera aparición de Author! Author!, de Isaac Asimov, comprado por Campbell poco antes del cierre.
| Año  | Editor       | Título           | Editorial                 | Tamaño y precio      |
| ---- | ------------ | ---------------- | ------------------------- | -------------------- |
| 1963 | D. R. Bensen | The Unknown      | Pyramid: Nueva York       | 192 pp.; 50 centavos |
| 1963 | George Hay   | Hell Hath Fury   | Neville Spearman: Londres | 240 pp.; 15/-        |
| 1964 | D. R. Bensen | The Unknown Five | Pyramid: Nueva York       | 190 pp.; 50 centavos |